# Шон Морґан
Шон Морґан Вельгемуд (англ. Shaun Morgan Welgemoed; 21 грудня 1978, Пітермаріцбург, ПАР), більш відомий як Шон Морґан (англ. Shaun Morgan) – південноафриканський музикант, найбільш відомий як співак, пісняр, та ритм-гітарист рок-гурту Seether.

## Раннє життя
Морґан провів більшу частину раннього життя в Південній Африці. Його батьки розлучилися, коли він був ще дитиною. Морґан - одна з трьох дітей; у нього був брат Юджин, який покінчив із собою в 2007 році, і сестра Люсі. Він був учнем Мерчістонської підготовчої школи та Маріцбурзького коледжу в Пітермаріцбурзі, де він став плідним гравцем у першому ряду реґбі для найкращих команд своєї вікової групи в перші три роки навчання в середній школі. На третьому році гри в реґбі Морган пошкодив спину і більше не міг грати, що згодом змусило його захопитися грою на гітарі.
У чотирнадцять років він відкрив для себе ґрандж-рух у Сієтлі після прослуховування альбому Nirvana Nevermind, який надихнув його стати музикантом.

## Кар'єра

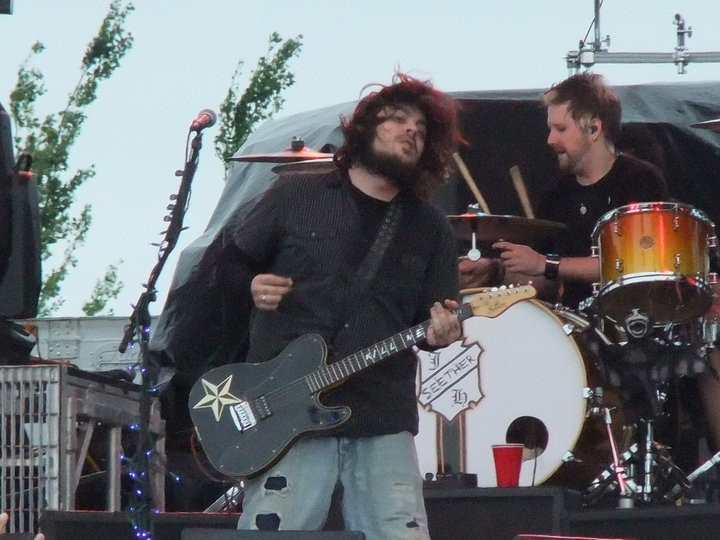
Морґан виступає з Seether у 2010 році

До створення гурту Saron Gas Морґан був учасником триб’ют-гурту, який виконував кавери на пісні таких музикантів, як Creed і Том Петті. У травні 1999 року був створений гурт Saron Gas. Спочатку вони складалися з чотирьох учасників, але коли співачка і соло-гітарист не прийшли на першу репетицію, гурт вирішив залишитися у складі трьох учасників, з Морґаном на головному вокалі та гітарі. Saron Gas мав помірний успіх, перш ніж бас-гітарист вирішив піти у січні 2000 року, що призвело до того, що Морґан зв'язався з єдиним хорошим басистом, якого він знав, Дейлом Стюартом. Пізніше того ж року група випустила альбом під назвою Fragile.
У січні 2002 року вони переїхали до Сполучених Штатів, щоб підписати контракт з Wind-up Records. Протягом цього часу початковий барабанщик гурту повернувся додому до Південної Африки, тоді як двом учасникам, що залишилися, залишилося думати про нову назву гурту на прохання Wind-up. Зрештою вони зупинилися на Seether, після однойменної пісні Veruca Salt. Приблизно в цей час Морґан вирішив використовувати своє друге ім’я як прізвище професійно під час виступу для Seether, оскільки деяким американцям важко вимовляти «Вельгемуд». 20 серпня 2002 року Seether випустили свій дебютний альбом на мейджор-лейблі Disclaimer, який був реміксований і перевиданий як Disclaimer II з кількома додатковими піснями в 2004 році.
Відтоді Seether випустив ще шість студійних альбомів: Karma and Effect (2005), Finding Beauty in Negative Spaces (2007), Holding Onto Strings Better Left to Fray (2011), Isolate and Medicate (2014), Poison the Parish (2017). ) і Si Vis Pacem, Para Bellum (2020). Крім того, у 2006 році вони випустили концертний CD/DVD One Cold Night.
У 2013 році Морґан співпрацював із гуртом Залу Слави Lynyrd Skynyrd і гітаристом John 5 над «Sad Song», композицією, яка з’явилася в спеціальному виданні альбому Lynyrd Skynyrd Last of a Dyin' Breed.
Гурти, які вплинули на Морґана, включають Nirvana, Portishead, Silverchair, The Beatles, Metallica, Stone Temple Pilots, Nine Inch Nails, Mad Season, Rage Against the Machine, Black Sabbath, Korn, Soundgarden, Led Zeppelin, Alice in Chains, Pearl Jam, і Deftones.

## Обладнання
Спочатку Шону Морґанові запропонували схвалення та фірмову модель із PRS, але він відмовився. На початку своєї кар’єри він отримав підтримку від Schecter Guitars і залишався з ними до 2019 року. Зараз він грає на гітарі Ernie Ball Music Man StingRay RS.

## Особисте життя
З 2003 по 2005 рік Морґан зустрічався з співачкою Evanescence Емі Лі. Морґан потрапив у реабілітаційний центр у липні 2006 року. Лі написала пісню «Call Me When You're Sober» про свої стосунки з ним.
13 серпня 2007 року брат Морґана Юджин Велгемуд покінчив із собою, вистрибнувши з вікна восьмого поверху готелю Radisson у Рапід-Сіті, Південна Дакота, незабаром після півночі. За словами поліції, жодних підозр не було. Кілька тижнів потому було випущено «Пошук краси в негативних просторах». Оскільки альбом був закінчений, його випуск не відкладався, але платівка була присвячена Юджинові та містила меморіал. Пісня Seether «Rise Above This» є даниною Юджину, написана за кілька тижнів до його смерті. У Морґана на чотирьох пальцях правиці витатуйовано 1308, а на чотирьох лівиці – 2007, що позначає дату смерті його брата.
У травні 2021 року Морґан одружився зі своєю давньою партнеркою Джордан Кірбі, від якої має доньку.